# جیجی ادجلی
جیجی ادجلی (انگلیسی: Gigi Edgley؛ زادهٔ ۱۶ نوامبر ۱۹۷۷) هنرپیشه، خوانندگی، ترانه‌سرا اهل استرالیا است.
از فیلم‌ها یا برنامه‌های تلویزیونی که وی در آن نقش داشته‌است می‌توان به نیوکاسل اشاره کرد.